# ليماليسوماب
ليماليسوماب جسم مضاد وحيد النسيلة فأري يستخدم لتشخيص التقرح الجلدي.